# Live in HMH 2008
Live in HMH is het concert in oktober 2007 van Jeroen van der Boom.
Het is het 2de grote concert voor de nog jonge zanger.
Het concert vindt plaats is het Heineken Music Hall in Amsterdam.
Het concert bevat de grote en bekende hits van Jeroen van het album Jij bent zo.
Zoals: Jij bent zo, Nou is het genoeg & Jij keek naar mij (Duet met René Froger).
Live In HMH is het eerste live-album en live-dvd van Jeroen van der Boom.

## Tracklist
1. Nou is het genoeg
2. Zo mooi
3. Betekenis
4. Het is over
5. Jij keek naar mij (Duet met René Froger)
6. Nederpop medley: Stil in mij/Ik kan het niet alleen/Stiekem gedanst
7. Niemand anders
8. Kleine held
9. Lionel Richie medley: Hello/Easy/Say you say me/Angel/All night long/Dancing on the ceiling
10. Jij bent zo
11. Eén wereld
12. Video clip 'Jij bent zo' (Alleen op de DVD)
13. Video clip 'Eén wereld' (Alleen op de DVD)
14. Video clip 'Betekenis' (Alleen op de DVD)
15. Video clip 'Het is over' (Alleen op de DVD)
16. Video clip 'Alles min één' (Alleen op de DVD)
17. Exclusieve Backstage Foto's (Alleen op de DVD)